# Lazar Kaganovitsj

Lazar Kaganovitsj

Lazar Moisejevitsj Kaganovitsj (Russisch: Лазарь Моисеевич Каганович) (Kabany, 22 november 1893 – Moskou, 25 juli 1991) was een Sovjet-Russisch politicus van joods-Oekraïense afkomst. Hij wordt (naast Molotov, Kosior en Postyshev) verantwoordelijk gehouden voor de uithongering van miljoenen Oekraïners in 1932 en -33.
Kaganovitsj' ouders waren zeer vrome joden. Zijn vader was een schoenmaker. In 1911 sloot Kaganovitsj zich aan bij de bolsjewistische vleugel (Bolsjewieken) van de Russische Sociaal Democratische Arbeiderspartij (RSDAP). In 1920 werd hij voorzitter van de regering van Tasjkent (Centraal-Azië). Hij bleek een kundig en krachtdadig organisator en politicus met een explosief karakter. Hij was het brein achter de militarisering van de partij. In 1924 werd hij lid van het Centraal Comité van de Communistische Partij en was van 1925 tot 1928 partijsecretaris van Kiev. Kaganovitsj onderscheidde zich als aanhanger en vertrouwensman van Stalin en steunde diens collectivisatie van de landbouw en de uitschakeling van de koelakken. In Moskou was hij de uitvoerder van Stalins moderniseringspolitiek, dat wil zeggen: de verwoesting van oude kerken en historische gebouwen ten behoeve van de stalinistische architectuur. Onder Kaganovitsj' supervisie werd ook de wereldberoemde metro van Moskou aangelegd door de broer van de latere Nederlandse minister-president Schermerhorn, Dirk Schermerhorn, die echter door Kaganovitsj' toedoen in 1936 werd gearresteerd en in 1937 geëxecuteerd. Schermerhorn had namelijk geweigerd het geforceerde bouwtempo voor zijn verantwoording te nemen.
In 1930 werd Kaganovitsj lid van het Politbureau en partijsecretaris van Moskou. In 1931 en 1932 was hij actief betrokken bij de dekoelakisatie op het platteland, waaronder in Oekraïne, waar hij onder meer toezicht hield op deportaties van 'koelakken' en confiscaties van de graanoogst leidend tot een van de grootste hongersnoden in de geschiedenis. Deze hongersnood resulteerde in miljoenen doden, schattingen variëren tussen de zes en acht miljoen. Deze hongersnood werd later de 'Holodomor' genoemd. Kaganovitsj werd in 1935 volkscommissaris (minister) van Transport en Zware Industrie. In 1939 werd hij volkscommissaris van Brandstof en was hij aanwezig bij het sluiten van het Molotov-Ribbentroppact, het niet-aanvalsverdrag tussen nazi-Duitsland en de Sovjet-Unie. Van 1940 tot 1941 was hij volkscommissaris voor de olie-industrie.
Na de Tweede Wereldoorlog werd hij opnieuw naar Oekraïne gezonden. Daar kwam hij in conflict met de latere Sovjet-leider Nikita Chroesjtsjov. Na Stalins dood in 1953 was hij een verklaard tegenstander van destalinisatie. In 1955 moest hij een deel van zijn functies neerleggen na verzet tegen de voorbereiding van de destalinisatie. Chroesjtsjov vertelde daarover: "Kaganovitsj was zo'n jaknikker dat hij de keel van zijn eigen vader zou hebben doorgesneden als Stalin die met zijn ogen zou hebben aangewezen, met de mededeling dat het in belang van de Stalinistische zaak was. Hij argumenteerde tegen mij in de egoïstische angst die hij voor zijn eigen hachje voelde, hij wilde ontsnappen aan elke verantwoordelijkheid. Als er misdaden begaan waren, dan wilde Kaganovitsj maar één ding, er zeker van zijn dat alle sporen die hij had achtergelaten werden uitgewist."
In 1957 trachtte hij tevergeefs om met een aantal stalinisten een coup te plegen tegen Nikita Chroesjtsjov. Toen deze mislukte werd hij uit de partij gezet.
Kaganovitsj bleef zijn hele leven een aanhanger van het stalinisme en was zelfs de bedenker van deze term. Vlak voor zijn dood op 97-jarige leeftijd maakte hij het begin van de langzame ontbinding van de Sovjet-Unie nog mee.